# Zehnhausen bei Rennerod
Zehnhausen bei Rennerod là một đô thị trong huyện Westerwald bang Rheinland-Pfalz thuộc nước Đức. Đô thị Zehnhausen bei Rennerod có diện tích 2,96 km², dân số là 421 người (31/12/2006).